# Région d'Arica et Parinacota
La région d'Arica et Parinacota (en espagnol : Región de Arica y Parinacota) est la plus septentrionale des seize régions du Chili. Elle est limitée au nord par la république du Pérou, au sud avec la région de Tarapacá, à l'est par la Bolivie et à l'ouest par l'océan Pacifique.
Elle est composée des provinces d'Arica et de Parinacota. Sa superficie est de 16 873,3 km2 et sa population de 189 644 habitants (estimation de 2006). La région d'Arica et Parinacota a été formée après scission de l'ancienne région de Tarapacá, quand la loi no 20.175 est entrée en vigueur, le 8 octobre 2007. Sa capitale est Arica.

## Géographie
La région, qui présente les caractéristiques d'un désert, est subdivisée comme le reste du pays en sous-ensembles géologiques et climatiques qui forment des bandes parallèles à la côte. En allant de l'Océan Pacifique à la frontière avec l'Argentine on trouve :
- Les plaines côtières qui bordent l'océan Pacifique sont pratiquement inexistantes sauf au niveau de la capitale régionale Arica.
- La cordillère de la Côte fait son apparition environ à 30 km au sud de la frontière avec le Pérou et tombe presque partout directement dans la mer. Ses reliefs sont peu accentués.
- La dépression intermédiaire est large d'environ 40 kilomètres et est entaillé par des ravins dans lesquels coulent des cours d'eau orientés est-ouest au débit intermittent comme le rio Lluta ou le rio Camarones.
- La cordillère des Andes comprend deux branches à cette latitude dont la branche ouest la seule à se trouver en territoire chilien. Celle-ci comprend des volcans actifs culminant à plus de 6000 m comme le Parinacota (6 348 m), le Pomerape(6 222 m) et le Guallatiri (6 071 m)
- Entre les deux branches de la Cordillère l'altiplano est constitué de hauts plateaux dont l'altitude moyenne est de 4000 mètres. La zone comprend plusieurs cours d'eau et des lacs comme le río Lauca, les lacs Chungará et Cotacotani qui sont à l'origine de salars (lacs asséchés comportant d'épaisses couches de sel) comme celui de Surire ainsi que des bofedals (tourbières). Cette zone comprend une flore originale (Azorella compacta) et une faune importante : lama, guanaco, vigogne, alpaga, flamant rose.

Paysages de la région
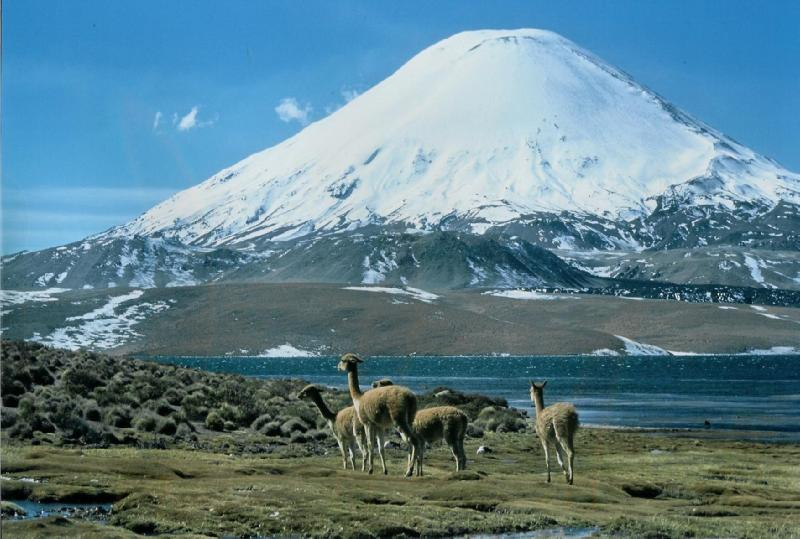
lac Chungará avec le volcan Parinacota
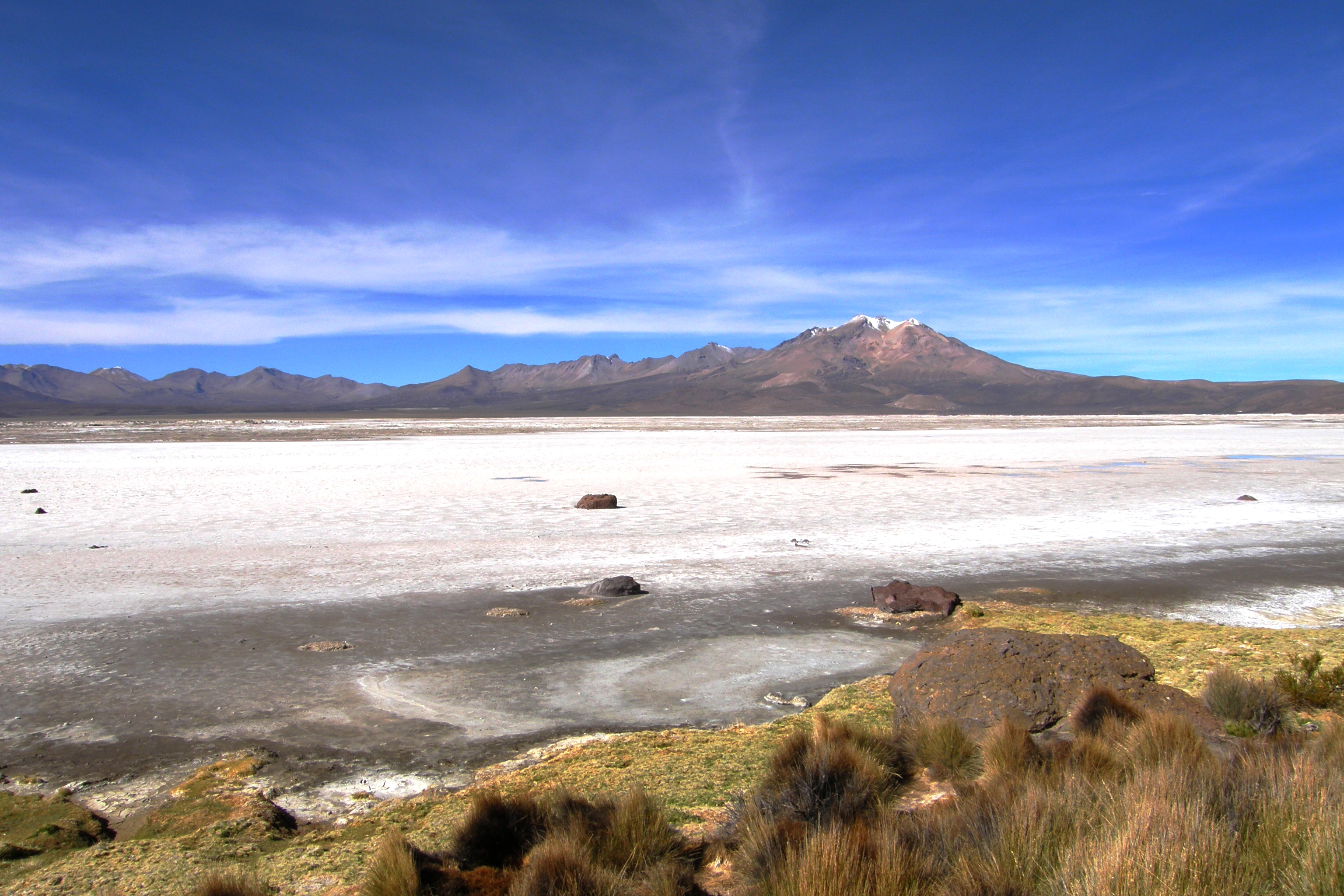
Le salar de Surire.
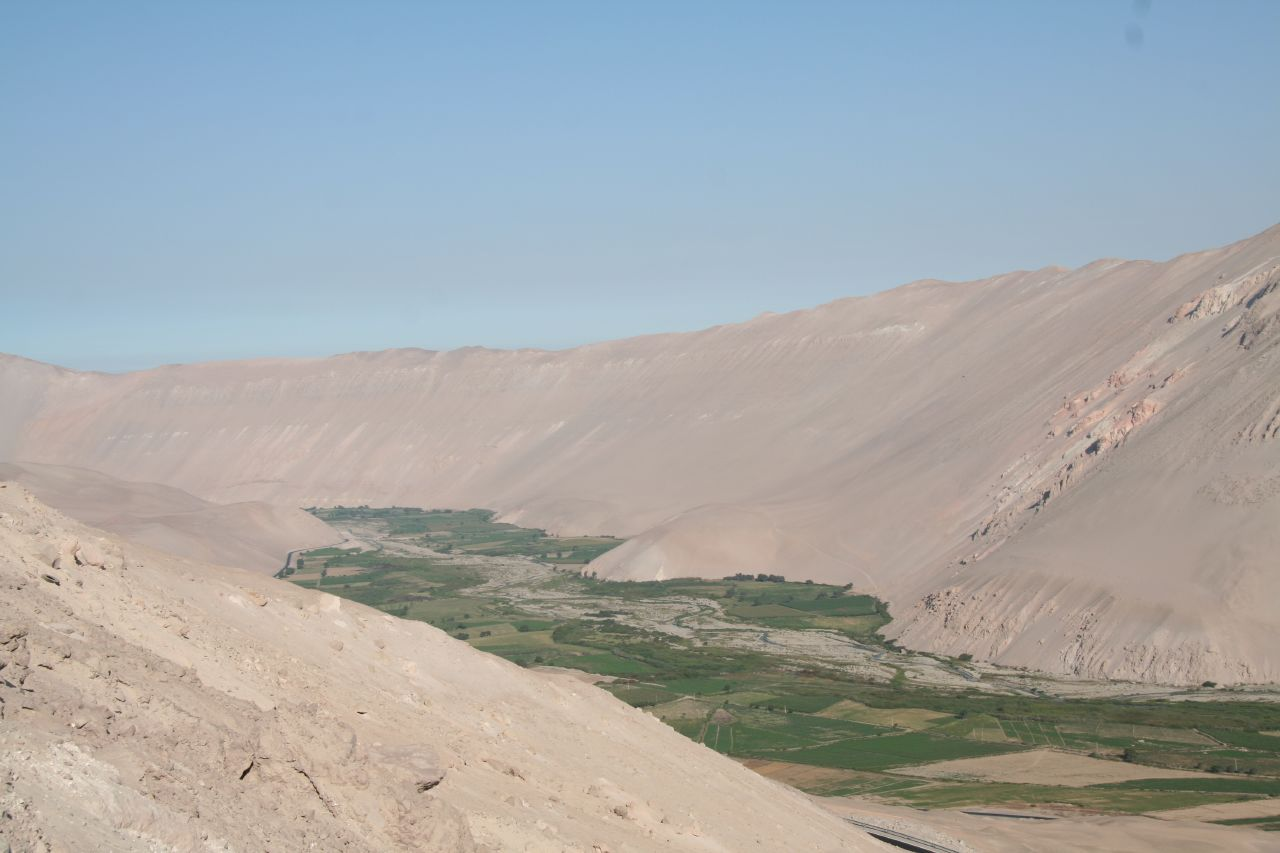
Oasis de la vallée d'Azapa.

### Climat
Le climat varie de manière importante lorsqu'on s'éloigne de l'Océan Pacifique. Sur la côte les variations saisonnières sont très réduites : durant toute l'année les températures sont douces à chaudes (entre 15 et 30 °C), les variations diurnes sont faibles, les précipitations sont faibles et l'humidité importantes. Un brouillard baptisé localement Camanchaca, se forme et s'insinue à l'intérieur des terres. Sur les hauts plateaux les variations diurnes sont particulièrement élevées pouvant passer de 30 °C dans la journée à -20 °C la nuit. Dans la dépression intermédiaire, les variations diurnes sont également fortes mais moins importantes.

## Histoire
Historiquement, Arica n'a jamais été rattaché au territoire de Tarapacá. Sous l'administration péruvienne, en 1857, le département de Moquegua est créé en regroupant les provinces de Tacna, Arica, Moquegua et Tarapacá. En 1875 le Département de Tacna est créé avec les provinces d'Arica, Tacna et Tarapacá. La province Litoral de Tarapacá devient le Département de Tarapacá en 1878.
Après la guerre du Pacifique et le traité d'Ancón, le Pérou perd la région au profit du Chili.
La frange limitrophe de la région aurait pu être concernée par un projet de récupération d'un accès à la mer de la Bolivie; projet négocié depuis des années entre le Chili, la Bolivie et le Pérou mais ce dernier marque son opposition en tant qu'ancien propriétaire.

## Création d'une nouvelle région
Le projet de loi qui a été présenté comportait trois principales réformes :
- Création d'une nouvelle région d'Arica et Parinacota à partir des provinces d'Arica et Parinacota de la région de Tarapacá.
- Création d'une nouvelle circonscription de sénateurs.

## Gouvernement et administration
La région est placée sous l'administration de l'Intendant du gouvernement régional, la charge étant actuellement exercée par Rodolfo Barbosa Barrios et par le conseil régional.

## Subdivisions territoriales

### Provinces et communes
| \| Province \| Capitale \| Commune \| Chef-lieu si ≠ de la commune \| Superficie \| Population (2012)[2] \| \| ---------- \| -------- \| --------------- \| ---------------------------- \| ---------- \| -------------------- \| \| Arica \| Arica \| 1 Arica \| \| 4 799 \| 210 936 \| \| Arica \| Arica \| 2 Camarones \| \| 3 927 \| 679 \| \| Parinacota \| Putre \| 3 General Lagos \| \| 2 244 \| 739 \| \| Parinacota \| Putre \| 4 Putre \| \| 5 903 \| 1 462 \| |          |                 |                              |            |                   |
| Province | Capitale | Commune         | Chef-lieu si ≠ de la commune | Superficie | Population (2012) |
| Arica | Arica    | 1 Arica         |                              | 4 799      | 210 936           |
| Arica | Arica    | 2 Camarones     |                              | 3 927      | 679               |
| Parinacota | Putre    | 3 General Lagos |                              | 2 244      | 739               |
| Parinacota | Putre    | 4 Putre         |                              | 5 903      | 1 462             |

### Agglomérations et habitats dispersés
L'administration chilienne subdivise les agglomérations en villes (ciudad) de plus de 5 000 habitants, bourgs (Pueblo) dont la population est comprise entre 1 000 et 5 000 habitants, villages (Aldea) de 300 à 1 000 habitants et hameaux (Caserío) de 3 à 300 habitants.
| Type agglomération | Nombre | Population totale | Pourcentage total région | Liste des agglomérations   |
| ------------------ | ------ | ----------------- | ------------------------ | -------------------------- |
| Villes (ciudad)    | 1      | 210 936           |                          | Arica                      |
| Bourgs (Pueblo)    | 1      | 1 462             |                          | Putre                      |
| Villages (Aldea)   | 2      | 1 100             |                          | San Miguel, Villa Frontera |
| Hameaux (Caserío)  | 119    |                   |                          |                            |
| Habitat dispersé   |        |                   |                          |                            |

## Économie
L'économie de la région est basée principalement sur l'extraction des ressources naturelles, en particulier les ressources minières et la pêche. À la fin du XIXe siècle, la principale richesse était le salpêtre.

## Démographie
Selon les informations du dernier recensement (2002) la population de la région s'élève à 189 644 habitants. Sa densité est de 9,94 habitants par km2. Cette région concentre la plus grande part de la population Aimara et une quantité importante des immigrants du Pérou, de Bolivie et de descendants d'asiatiques. Les villes les plus peuplées sont Arica (175 441 hab.) et Putre (1 235 hab.).

## Culture
L'influence des traditions natives est importante dans la région, notamment dans les communautés à l'intérieur. Dans autres localités on fait des fêtes religieuses pour célébrer à la Vierge du Carmen

## Galerie

Agglomérations de la région
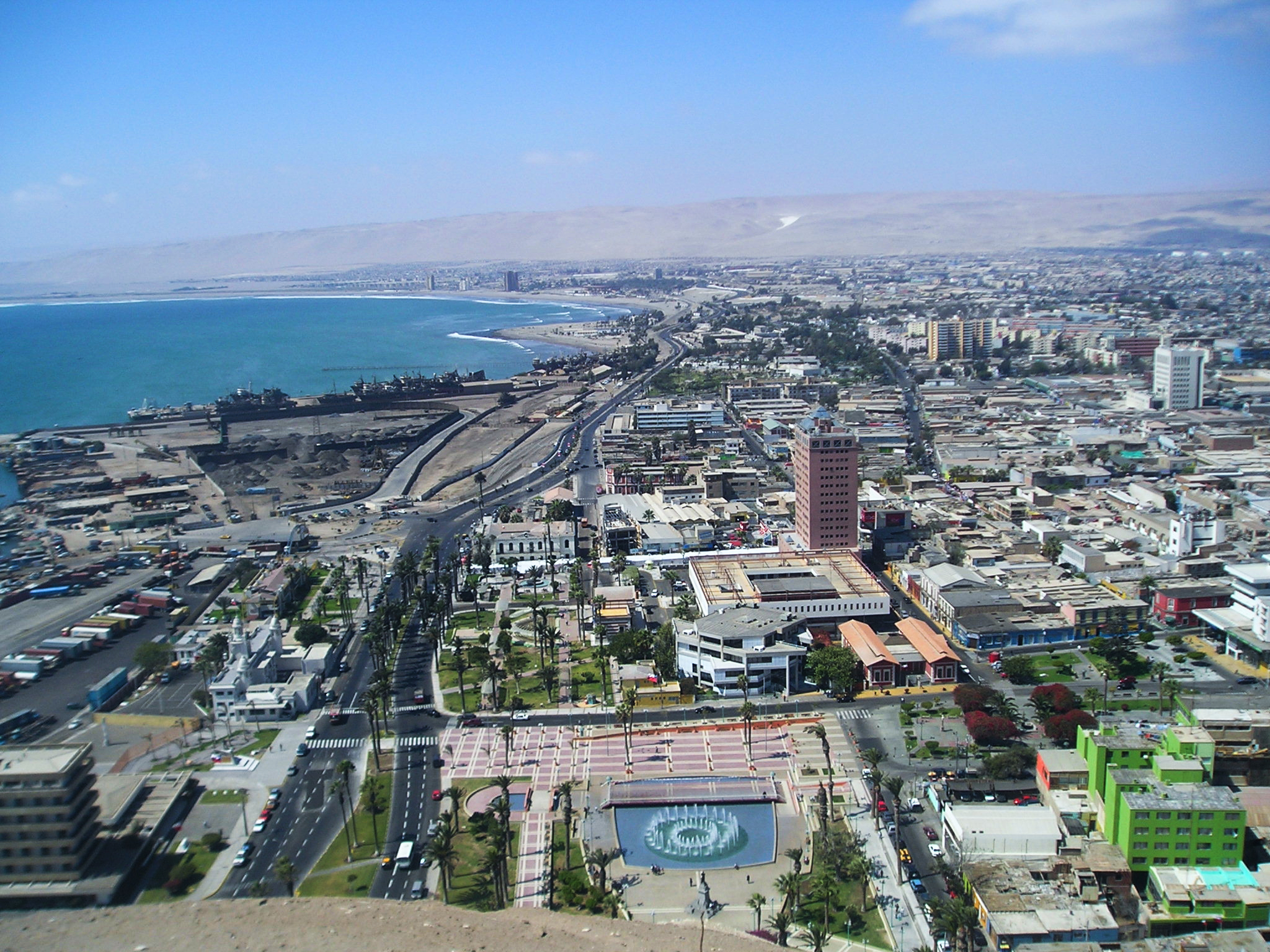
Arica.
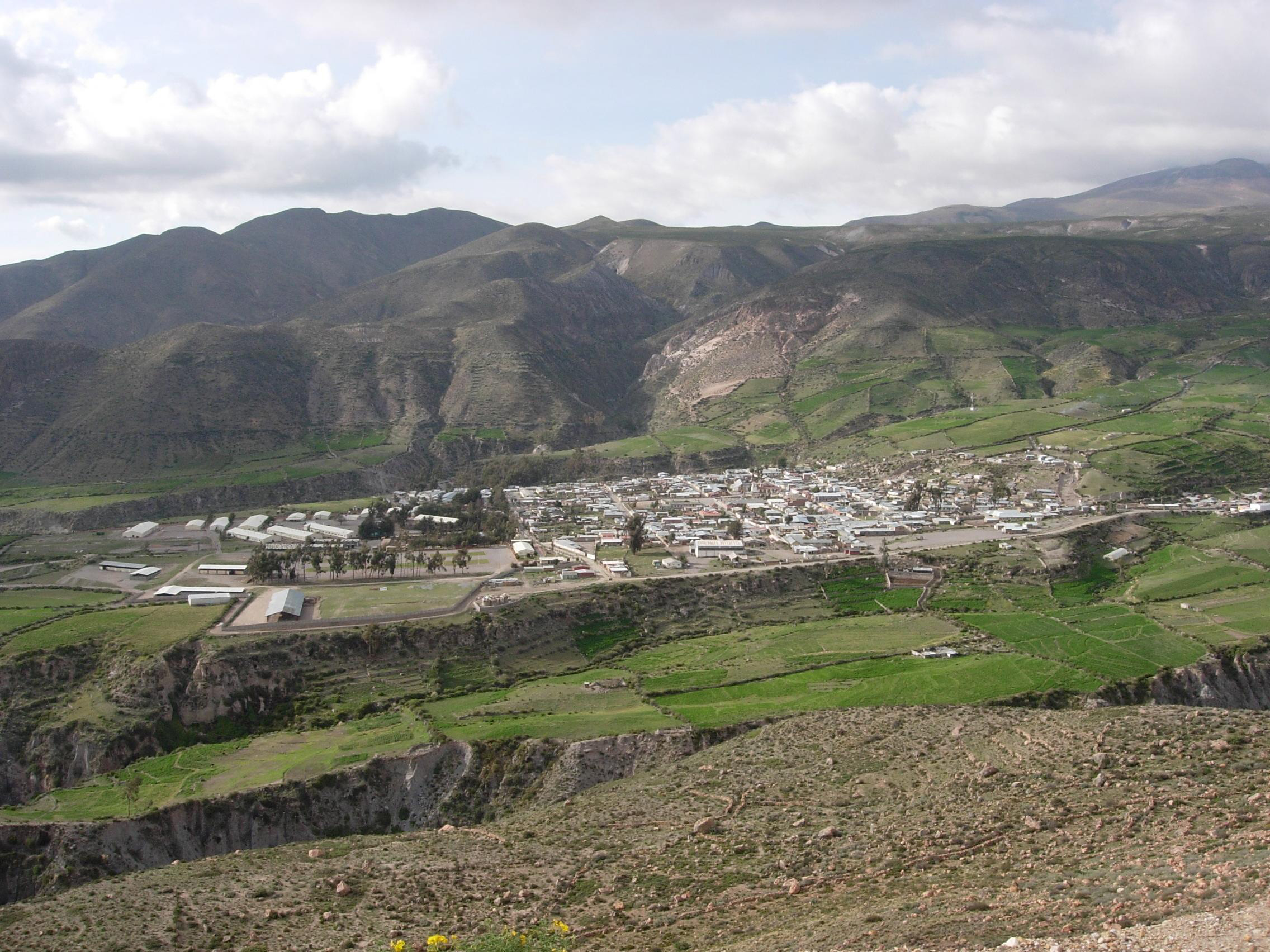
Putre.
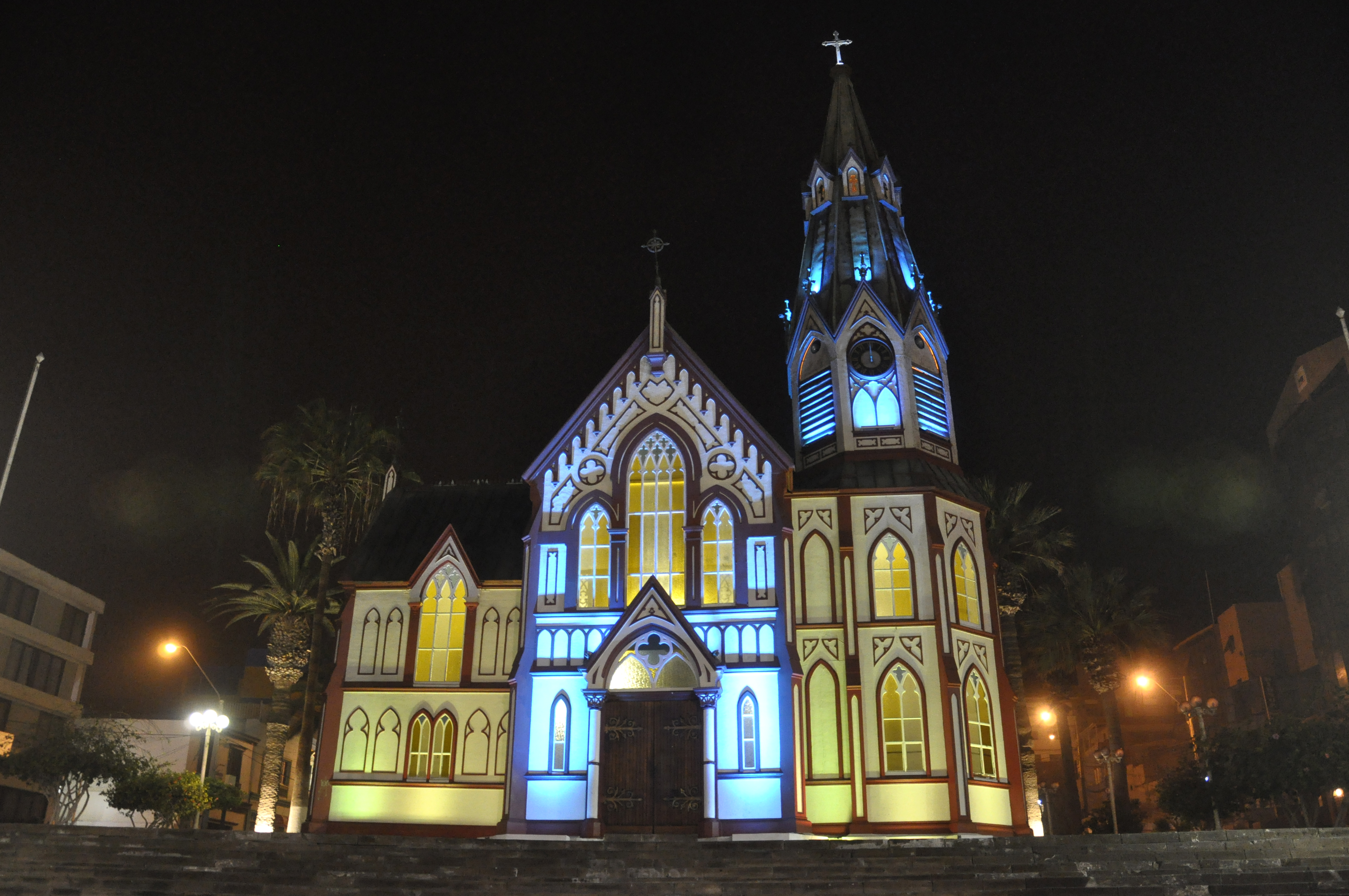
Cathédrale San Marco à Arica.